# 白鳥文平
白鳥 文平（しらとり ぶんぺい、1967年9月13日 - ）は、TBS『SASUKE』のSASUKEオールスターズの1人。千葉県印西市役所印旛支所（旧・印旛村役場）勤務。『SASUKE2003秋』ファイナリスト。

## 来歴
高校時代から三段跳の選手として活躍し、日本体育大学に進学後、同種目で自己記録15m30cmを記録し、卒業後はマスターズ陸上に出場していた。
2002年春放送の『SASUKE2002春』に、千葉県印旛村役場勤務の職員として初出場（当時34歳）。1st STAGEの第4エリア・ジャンプハングで、従来はトランポリンを両足で踏み込んでネットを掴むところ、片足のみの踏み込みで成功させた。
2003年秋の『SASUKE』第12回大会で、初めて3rd STAGEに進出し初挑戦でクリア。FINAL STAGEに進出し、完全制覇まで残り3mのところまで迫った。
2005年夏の『SASUKE』第15回大会で、収録中に熱中症に見舞われるアクシデントに遭い、自身の本来の出番までに回復せず、順番を見送り、1st STAGEの最後に挑戦することになったが、13.70秒残しでクリアした。
その後、2008年の第20回記念大会は持病の腰痛の悪化により欠場したが、第21回大会で当時の最年長1stクリアを樹立。第22回以降は膝の半月板の手術により欠場。
2010年、印旛村が市町村合併により印西市に改称され、「印旛村役場勤務」から「印西市役所勤務」に変更された。
2014年、『SASUKE2014』第30回記念大会に6年ぶりに出場。この大会を最後に『SASUKE』から離れた。
2024年8月4日、『SASUKE』の現・総合演出である乾雅人のXの画像付きポストに登場。
2024年、『SASUKE2024』、第42回大会に10年ぶりに出場した。

## 人物
高校は東京学館高等学校、大学は日本体育大学で陸上競技の三段跳の選手として活動。自己記録は15m30cmで、『SASUKE』にも陸上のユニフォームで出場することが多い。
『SASUKE』には2002年春の第9回大会に当時34歳で初出場。第11～17回まで7大会連続1stクリアの安定感を誇り、後の完全制覇者である長野誠が「白鳥さんには敵いません」とコメントを残すなど、一目置かれる存在へと成長した。番組側からは「印旛村の英雄」というキャッチフレーズがつけられている。
自宅の庭には、3rd STAGEのエリアを始めとしたSASUKEセットが作られており、当時は完全制覇を目指す常連選手が集まり「白鳥詣で」と呼ばれていた。セットは2009年に撤去された。
2020年5月22日、竹田敏浩が、YouTubeチャンネル「An Channel～竹田敏浩～」電話出演した。

## 交友関係
長崎峻侑
長崎は白鳥を「師匠」「SASUKEの教科書」と称し、当時白鳥が自宅の敷地内に建てていたSASUKEセットに練習しに赴いたことがある。その際、長崎が第15・16回大会と2大会連続でリタイアした3rd STAGE・クリフハンガー改の攻略法を白鳥から伝授され、長崎は第17回でクリアしFINALまで進出した。2024年に、『SASUKE』の公式YouTubeチャンネルのロケで、白鳥の自宅に赴いた。
日置将士
日置の結婚式で乾杯の音頭を担当した。日置が毎回『SASUKE』に出場する際は、収録前に白鳥からメッセージを頂戴するという。

## SASUKEでの戦歴

### 大会ごとの戦歴

#### 第9回大会〜第12回大会
初出場は第9回。1stステージのジャンプハングを史上初の片足跳びで成功させ、注目を浴びる。ジャンプハングを片足で挑んだ挑戦者は数名いるものの、成功させたのは史上初で、現在も唯一の成功者である。この大会はそり立つ壁でタイムアップとなり、その後自宅にそり立つ壁のセットを作り練習に励んだ（ゼッケン79、途中カット）。
第11回にそり立つ壁を成功させ、初の1stクリア。2ndステージは最終エリア・ウォールリフティングの2枚目でタイムアップとなった（ゼッケン66）。
第12回は大会前に1st~3rdまで計11のエリアを自宅に作成して練習に励んだ。1st,2ndを問題なく突破し、初の3rd進出を果たす。ランプグラスパーでは観客から手拍子を受けるほどテンポよく進み、途中で電球を掴み損ねる場面があったものの突破する。最終エリア・パイプスライダーで非常に大きいスライドで休憩地点まで進み、実況者や観客の度肝を抜いた。最後の着地は両足で着地地点に立ち、その後前に滑り込む方法でクリアし、3rdSTAGE初挑戦でクリアという快挙を成し遂げる。ファイナルステージはゴール地点残り2mでタイムアップしたものの、今大会の活躍は大いに注目を集めた（ゼッケン77）。
「SASUKEトライアル」は開催初日に参加し、20.66秒を残して暫定1位。最終順位は総合5位。
第13回は「SASUKEトライアル」5位と前回のファイナル進出が評価され、ゼッケン99番と大躍進を果たした。今大会も前回同様3rdパイプスライダーまで進出。ジャンプの際、パイプがやや後方にスライドするなど苦戦し、両足を着地点に乗せたものの後ろにバランスを崩して落下した。

#### 第14回大会〜第15回大会
2大会連続3rd最終エリアに進出したことが評価され、SASUKEオールスターズに正式な仲間入りを果たすこととなる。
第14回1stはそり立つ壁で一度ミスしたものの、その後は落ち着いて対処し、11.15秒を残して突破。しかし、続く2ndでは過去3大会連続でクリアしていたバランスタンクのゴール付近でバランスを崩して脱落。落水したあと後ろから転がってきたタンクが後頭部に直撃するアクシデントにも見舞われた。落下後のインタビューで白鳥は「慣れてきたというか、そのへんが油断に繋がったのかなっていう風に思いますね」と語っている（ゼッケン96）。
最高気温34℃の真夏の中で行われた第15回は、熱中症に見舞われるアクシデントが発生。自身の出番である94番までに体調が回復せず、順番を飛ばして95番の山本進悟から競技を再開し、白鳥の1stはゼッケン100番の長野誠の後に行い、13.70秒残しで突破。ゴール地点で観客席に向かって「ありがとうございました！」と叫んだ。2大会ぶりの3rd進出を果たし、初挑戦のジャンピングバーをクリアしたが、直後のクライミングバーの2本目で力尽き落下。竹田敏浩に次ぐ大会第2位の成績となった。挑戦後のインタビューでは「今日はやってよかったです」と語っている。また、このシーンは2008年に『サスケマニア』で募集された「SASUKE名場面BEST10」で視聴者から多くの票を集め「白鳥文平 熱中症事件」として第5位に選出された。

#### 第16回大会〜第17回大会
第16回は大会前に秋山和彦、小林信治、朝岡弘行、長崎峻侑、長澤秀則らを自宅に呼び寄せ「SASUKE合宿」を開催。迎えた本番は1stを10.9秒残しでクリア。合宿に参加したメンバーは、今大会欠場となった朝岡を除いて全員が1stを突破するという結果となった。
脱落者が続出した2ndも危なげ無く突破し、3rdまで進出。前回リタイアしたクライミングバーも突破し、デビルブランコまで到達。今大会ゼッケン91番の山田康司がこのエリア3人目の挑戦者にして初の成功者となっていたものの、攻略に時間が掛かってしまったこともありパイプスライダー移行後は一歩も動かせずに落下する憂き目に遭っていた。ここで白鳥は予め片手でデビルブランコのバーに反動をつけておき、そのままパイプスライダーへ移行するという手法を用いて攻略。最終エリア・パイプスライダーに移行し、両足が僅かにゴール地点に触れたものの、そのまま落下した。当時38歳にして自身初の大会最優秀成績者となる（ゼッケン96）。これで、SASUKEオールスターズはメンバーの6人全員が最優秀成績経験者となった。また、白鳥のデビルブランコ攻略法は後の選手達にも普及するようになった。
第17回は大会前に秋山和彦、長野誠、竹田敏浩らを自宅に呼び寄せ「SASUKE合宿」を開催。当日はあいにくの雨だったが、近くの学校の体育館で練習を行い、山田勝己も別日程で白鳥宅に訪れている。また出場に先駆けては、願掛けで人生初のバンジージャンプを行った。本番は1stを11.53秒残してクリアし、7大会連続の1stクリアを記録。白鳥の自宅に訪れたメンバーは秋山、山田を除いた3人が1stを突破するという結果となった。
3大会連続の3rd進出となり、挑戦前には長野が「絶対行きますよ。合宿で俺はもう絶対敵わないと思いましたから。」と語った。しかし、第2エリア・ボディプロップの1個目の空白通過後に苦しそうな表情を見せた後、突如滑り落ちリタイア。落下後のインタビューではリタイアした理由が「何を言っていいのかちょっと分からないですね…」と答えている（ゼッケン81）。長野も驚きを隠せない結果となり、「SASUKEは本当に魔物だ。魔物が棲む。」と呟いている。この回が白鳥にとって、最後の3rd挑戦となった。なお合宿に参加した長野は完全制覇を果たした。

#### 第18回大会〜
長野誠の完全制覇により全面リニューアルが施された第18回は、ゼッケン争奪マラソンで長野よりも先にゴールしたが、長野に自身より後ろの96番のゼッケンを残す形で95番を獲得。1stのジャンピングスパイダーで張り付きに成功したものの、その後の移動で突如足を滑らせて落下。初挑戦時以来の1st脱落となり、1st連続クリア記録は7でストップとなった。なお、このジャンピングスパイダーでは初の両足ジャンプを披露している。
第19回は、1stのポールメイズとそり立つ壁でタイムロス。残り時間僅かの中でそり立つ壁を成功させるの、フライングシュートでロープを掴んだ直後にタイムアップ。自身初の2大会連続1stリタイアとなる。競技終了後は、疲労困憊で自ら沼から上がれないほどに体力を奪われていた（ゼッケン82）。
第20回は持病の腰痛が悪化により欠場。
第21回はゼッケン83番で出場。自身の挑戦前までに1stクリア者が2人いたものの、日本人のクリア者は0であった。1stを3.69秒残しで4大会ぶりにクリアし、同時に今大会の日本人初クリア者となった。続く2ndでは、サーモンラダー対策を積んできたが、第1エリアのダウンヒルジャンプでバランスを崩し、そのまま落水。第14回以来の2ndリタイアとなった。競技後のインタビューでは「1番不安だったところがね、悪い予感が的中しちゃった感じで、ここ越えちゃえばなって言うのがあったんですけどね⋯」と語った。なお、この大会が白鳥にとって最後の2nd挑戦となった。
第22回は膝の半月板手術により欠場。同じ日体大出身の佐藤弘道が大会前に白鳥宅を訪れて練習をしていた。
第24回は出場はしていないものの、オールスターズの応援を兼ねて、会場へ駆けつけていた。
第25回も出場はしていないものの、今大会初出場で同じ印旛地域出身の日置将士の結婚式の映像に登場。同大会前には日置が本戦出場決定の旨を白鳥宅まで伝えに行き、白鳥から直々に激励を受ける一幕もあった。
第30回大会前、白鳥は「10回、20回の記念大会には出れていないので、どうしても30回には出たいです」と語り、6年ぶり・大会にして9大会ぶりに出場を果たした。また、6年の間に印旛村が印西市に編入合併したことで、肩書きが「印旛村役場勤務」から「印西市役所勤務」に変わった。1stのジャンプハング改で、従来と同じく片足で踏み込もうとしたが、トランポリンの縁を踏んだことで膝が抜けてしまい、初めて片足ジャンプに失敗し落下（ゼッケン2997）。
第32回は出場はしていないものの、今回限りで引退を宣言した長野誠を含めたオールスターズの応援を兼ねて、会場へ駆けつけていた。また第28回を以て引退した秋山も会場に駆け付け、「黒虎」を牽引する山田も緑山に足を運んでいたため、第24回以来にオールスターズ全員が緑山に集結した。
第42回はゼッケン94番を付け、10年ぶりに出場。フィッシュボーン2本目でリタイアとなった。

### 大会別成績
| 大会       | ゼッケン | STAGE | 記録                   | 備考                             |
| ---------- | -------- | ----- | ---------------------- | -------------------------------- |
| 第9回大会  | 79       | 1st   | そり立つ壁             | タイムアップ                     |
| 第11回大会 | 66       | 2nd   | ウォールリフティング   | 2枚目、タイムアップ              |
| 第12回大会 | 77       | FINAL | 10m綱登り              | 残り約2m                         |
| 第13回大会 | 99       | 3rd   | パイプスライダー       | 着地失敗                         |
| 第14回大会 | 96       | 2nd   | バランスタンク         | 対岸付近、前方に転落             |
| 第15回大会 | 94       | 3rd   | クライミングバー       | 2本目、1stは最後に挑戦           |
| 第16回大会 | 96       | 3rd   | パイプスライダー       | 着地失敗、最優秀成績             |
| 第17回大会 | 81       | 3rd   | ボディプロップ         | 中間地点                         |
| 第18回大会 | 95       | 1st   | ジャンピングスパイダー | 壁を移動中落下                   |
| 第19回大会 | 82       | 1st   | フライングシュート     | ロープに掴まった直後タイムアップ |
| 第21回大会 | 83       | 2nd   | ダウンヒルジャンプ     | 滑走中に転倒                     |
| 第30回大会 | 2997     | 1st   | ジャンプハング改       | トランポリン踏み出し失敗         |
| 第42回大会 | 94       | 1st   | フィッシュボーン       | 2本目                            |

- ※第18回大会はゼッケン争奪マラソンによってゼッケンが決定

### 通算成績
| 出場数 | 2nd進出 | 3rd進出 | FINAL進出 | 最優秀成績 |
| ------ | ------- | ------- | --------- | ---------- |
| 13回   | 8回     | 5回     | 1回       | 1回        |

- 2024年 第42回大会終了時点
- 太字は最高記録

### SASUKEトライアル（2004年）
| 種目             | STAGE | 制限時間 | 残り時間 | 順位 | クリア人数 |
| ---------------- | ----- | -------- | -------- | ---- | ---------- |
| SASUKEトライアル | 1st   | 80秒     | 20.66秒  | 5位  | 15人       |

### テーマ曲
専用のBGMがテーマソングとして存在する。
| 曲名         | 出典           | 初使用回 | 備考 |
| ------------ | -------------- | -------- | ---- |
| デッドライン | サブマリン707R | 14回     |      |

## 特筆
自宅に3rd STAGEのほとんどのセットを製作しただけあって、初挑戦で3rd STAGEクリアという快挙を成し遂げている。第16回まではクリフハンガーまでのエリアでは落下率0％だったため、3rdまで行けば100人中でも一二を争う成績を残していた。片足ジャンプハングをはじめ、ランプグラスパー、デビルブランコ、パイプスライダーの高速移動、クリフハンガーの体の振り方など、白鳥独自の研究によるパフォーマンスも多く、SASUKEオールスターズからも「SASUKEに一番詳しいのは白鳥」という評価を得ている。なお、このセットは2009年に解体された。
第12回には当時36歳で史上最年長ファイナリスト。第16回には当時38歳でパイプスライダーまで到達し、史上最年長での最優秀成績となった。第21回大会では当時41歳で1stをクリアしている。
3rd STAGE最終エリア到達回数3回は山田・竹田らと並ぶ4位タイ。うちクリアしたのは初の3rd進出となった第12回のみ。第13回では両足で着地しもののバランスを崩し落下、第16回では異常なまでに離されたゴール地点に屈した。

## 本大会以外での出来事
- 女性版SASUKE『KUNOICHI』第3回で白鳥文平が客席から観覧した（オンエアでは数秒のみ）。
- 第17回終了後に山本進悟と開園前のお台場「マッスルパーク」へ『SASUKE』のテストプレーヤーとして挑戦。白鳥は初見でエリアを4つクリアし、2回目の挑戦では非常に速いペースでクリアしたこともあり、山本は白鳥に対して「天才だ...」とコメントを残した。白鳥はこのSASUKEセットを絶賛し「家でやるよりこっちの方が良いかも知れません」と語った。この模様は『サスケマニア』にて放送された。
- 2007年4月29日、マグロフェスタに長野・竹田・秋山と共に参加。
- 2014年夏のイベント「SASUKE PARK in 豊洲」に来場。FINAL STAGEにおいて0.17秒残しで完全制覇を達成し、その健在ぶりを見せた。同じ日に漆原裕治・日置将士・高橋賢次も参加しており、日置とは「チーム印旛」を組み健闘した。

## 出演

### テレビ
- SASUKE（TBS）
- サスケマニア（TBS）
- 完全ドキュメント SASUKEに生きる男たち（2006年10月18日、TBS）

### DVD
- 『SASUKE』30回記念DVD 〜SASUKEヒストリー＆2014スペシャルエディション〜